# Kaman HH-43 Huskie
Le Kaman HH-43 Huskie est un hélicoptère à rotors engrenants de lutte contre les incendies qui fut également utilisé pour le combat.

## Historique

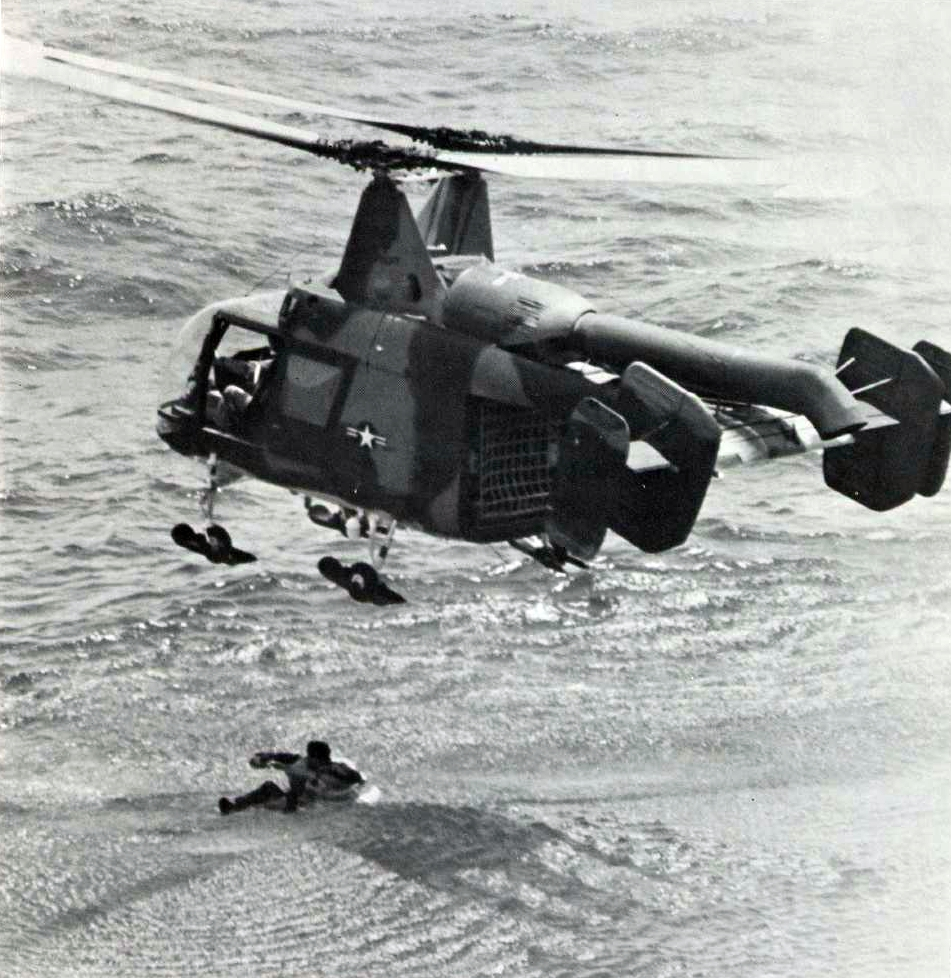
Un HH-43F secourant un pilote dans le golfe du Tonkin en 1968.

À l'origine prévu pour être employé principalement pour les secours et la lutte contre les incendies, le Kaman HH-43 Huskie a été par la suite transformé en hélicoptère de combat, de recherche et sauvetage au combat (CSAR). L'accent était mis sur la robustesse de la construction et ses très bonnes performances qui incluaient des possibilités médicales d'évacuation en haute altitude.
Le modèle H-43A a été fourni pour la première fois à l'United States Air Force. C’était une commande orientée combattant, en novembre 1958. Plus tard la version de H-43B a été développée avec une turbine comme moteur. La livraison de la série -B a commencé en juin 1959, et l'US Air Force en a acheté approximativement 175. En 1962, l'US Air Force décide de changer la désignation H-43 en HH-43 pour refléter le rôle de sauvetage de l’appareil. Depuis son premier vol en 1953, il a été utilisé par l'US Air Force, l'US Navy et l'US Marine Corps.
Le Huskie a été déployé en République du Viêt Nam et en Thaïlande à partir de 1964 pour des missions de recherche et de secours (SAR). Il fut le premier appareil SAR de l'US Air Force à être engagé en juin 1964 dans la guerre du Viêt Nam. Il fut également le dernier hélicoptère de secours de l’US Air Force à quitter le Viêt Nam, en janvier 1973 après que le traité de paix ait été signé. C'est ce modèle d'hélicoptère qui inaugura l'indicatif « Pedro », désormais largement utilisé pour désigner les hélicoptères assurant les missions SAR.
Le HH-43 a été également déployé par les forces armées des États-Unis aux Philippines, au Japon, en Corée du Sud et à Guam. Le HH-43 était un hélicoptère de secours très fiable, atteignant souvent les avions abattus avant que les véhicules tout-terrain ne soient arrivés. Quand il y avait un incendie ou un risque d'incendie lors d’accident d’avion, on l'a vu souvent en premier dans l’engagement. Un Huskie en alerte de sauvetage peut être engagé en vol en une minute environ. La conception unique des rotors de l'hélicoptère était capable de créer un souffle si fort qu’il pouvait souffler la fumée et le feu, ouvrant un chemin aux sauveteurs pour atteindre les victimes.
Il a été exporté dans plusieurs pays dont l'État impérial d'Iran,

## Opérateurs
Birmanie
- Force aérienne birmane[2]

 Colombie
Force aérienne colombienne
 Iran

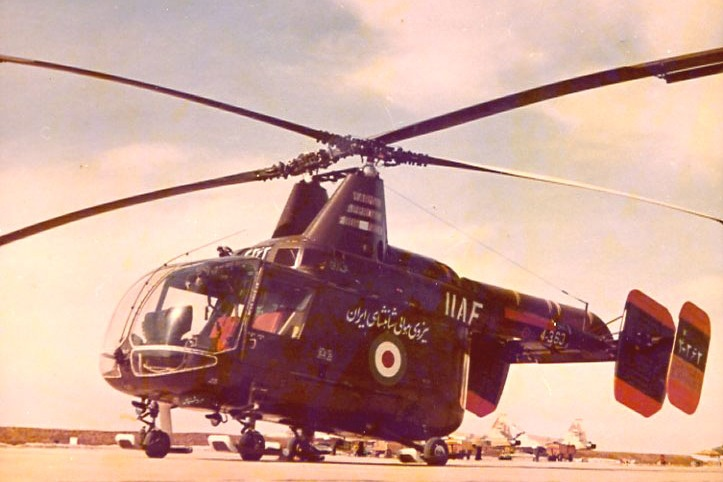
Un des 12 HH-43 Huskies acquis par la force aérienne impériale iranienne en 1965

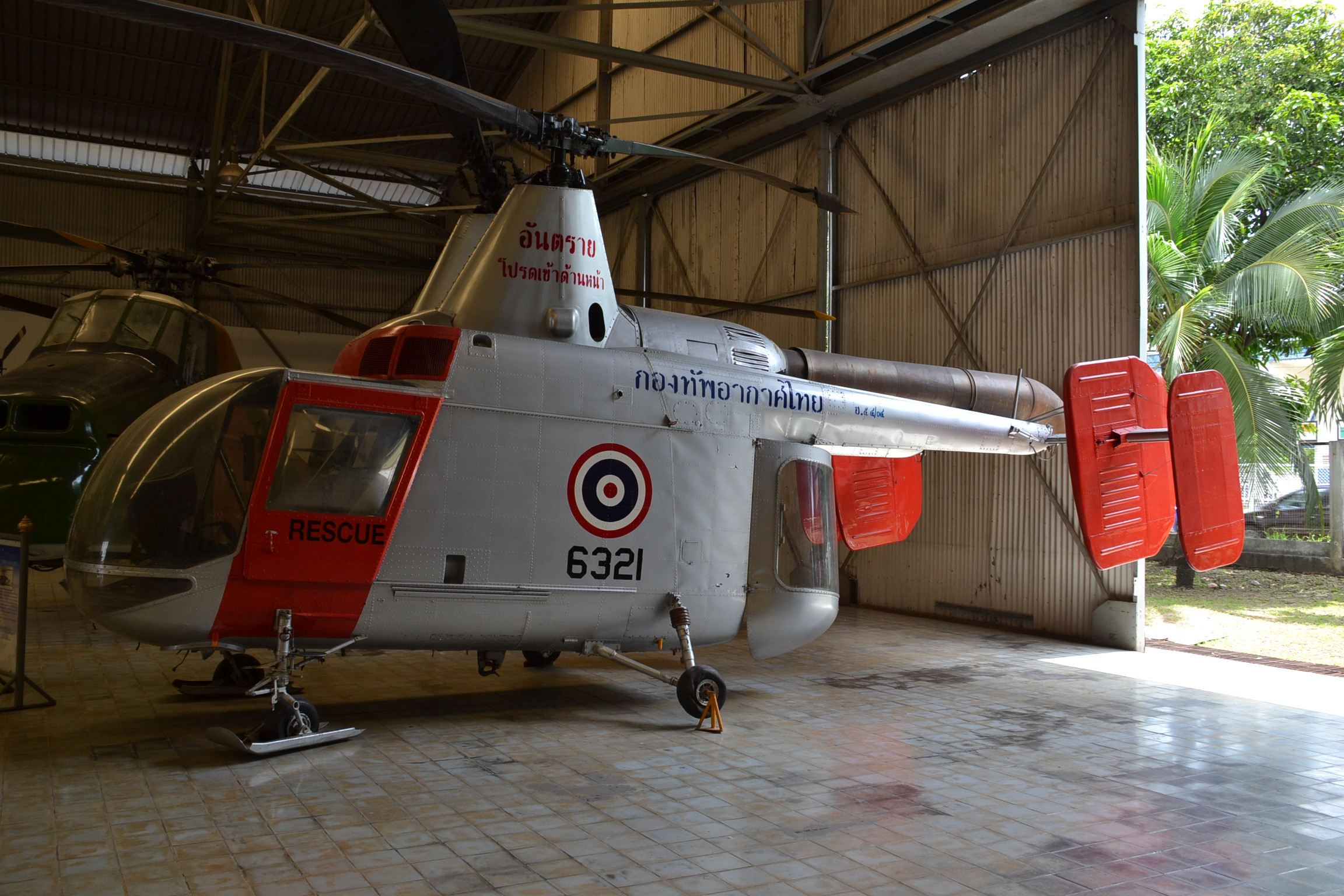
Un Kaman HH.34B au Royal Thai Air Force Museum en 2014

- Force aérienne impériale iranienne  (12)[4],[5]

 Maroc
- Forces royales air[6]

 Pakistan
- Force aérienne pakistanaise
- Marine pakistanaise[7]

 Thaïlande
- Force aérienne royale thaïlandaise[8],[9]

 États-Unis
- United States Air Force
- United States Marine Corps[10]
- United States Navy[11]